# Ernst Müller-Braunschweig

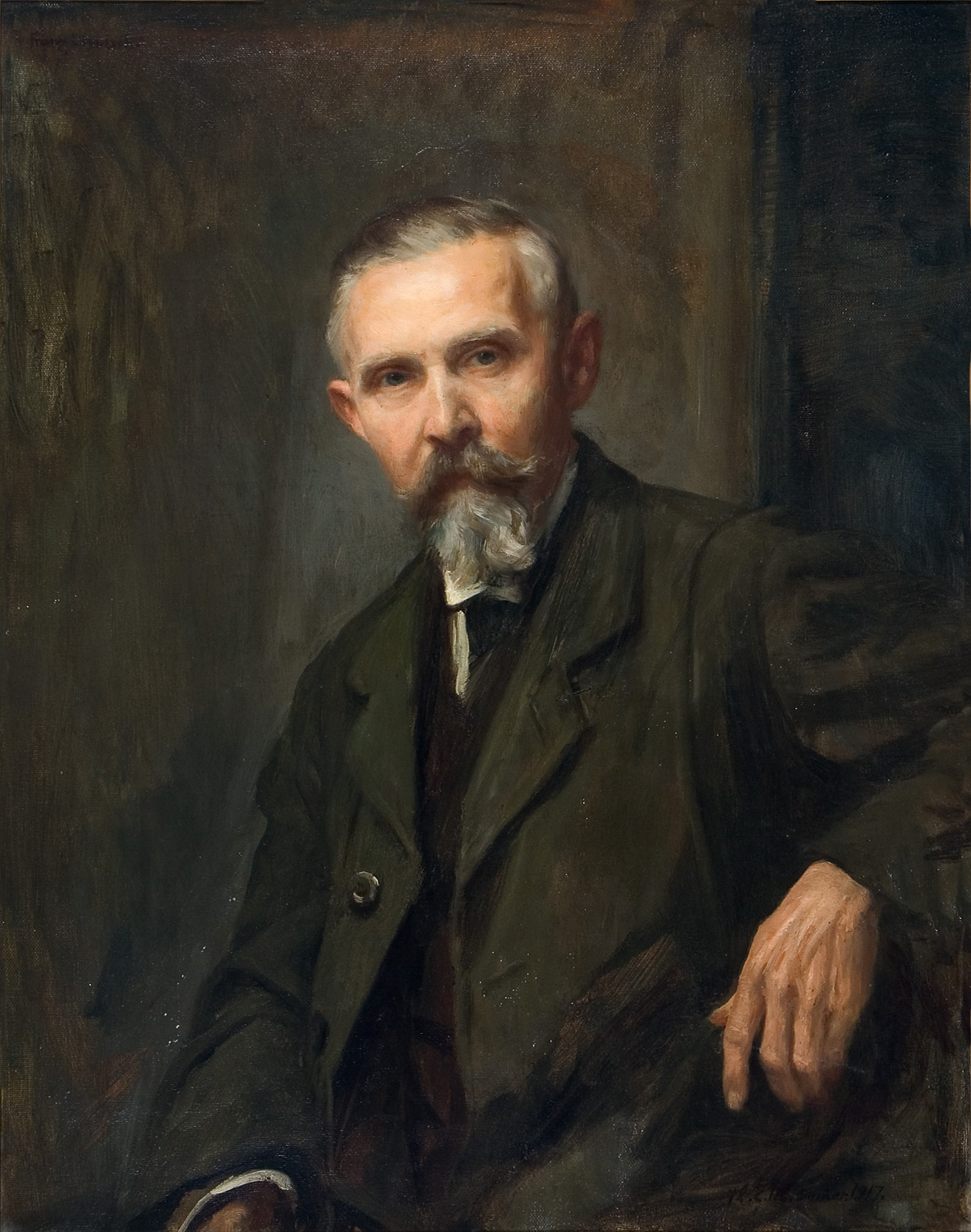
Franz Lippisch: Porträt Ernst Müller-Braunschweig, 1917

Ernst Müller-Braunschweig (* 23. Januar 1860 in Ölper bei Braunschweig; † 7. September 1928 in Berlin-Charlottenburg) war ein deutscher Kaufmann und Bildhauer.
Müller-Braunschweig, ursprünglich als Kaufmann tätig, hatte ein Gehörleiden. Nachdem sich dieses verschlimmert hatte, arbeitete er ab 1890 als Bildhauer. Als solcher war er 1895 erstmals in der Großen Berliner Kunstausstellung vertreten.

## Werk
Werke Müller-Braunschweigs waren und sind unter anderem in Bockum-Hövel, Braunschweig, Bremen, Lübeck, Magdeburg und Worms zu sehen.
Als sein Hauptwerk in Braunschweig gilt der Figurenschmuck der am westlichen Ende der Jasperallee befindlichen Kaiser-Wilhelm-Brücke (heute Theaterbrücke), bestehend aus vier Frauengestalten und vier Löwen, 1902 enthüllt und im Zweiten Weltkrieg entfernt. Außerdem schuf er zahlreiche Kriegerdenkmale, Ehrenmale und Grabdenkmale (u. a. auf dem Hauptfriedhof Braunschweig) sowie Porträtbüsten (u. a. eine im Braunschweigischen Landesmuseum befindliche Plastik Wilhelm Raabes).
Nach dem Grubenunglück 1908 auf der Zeche Radbod schuf er ein „dem Andenken der auf Zeche Radbod am 12. November 1908 verunglückten Bergleute“ gewidmetes Denkmal in Form einer mehrteiligen Installation.

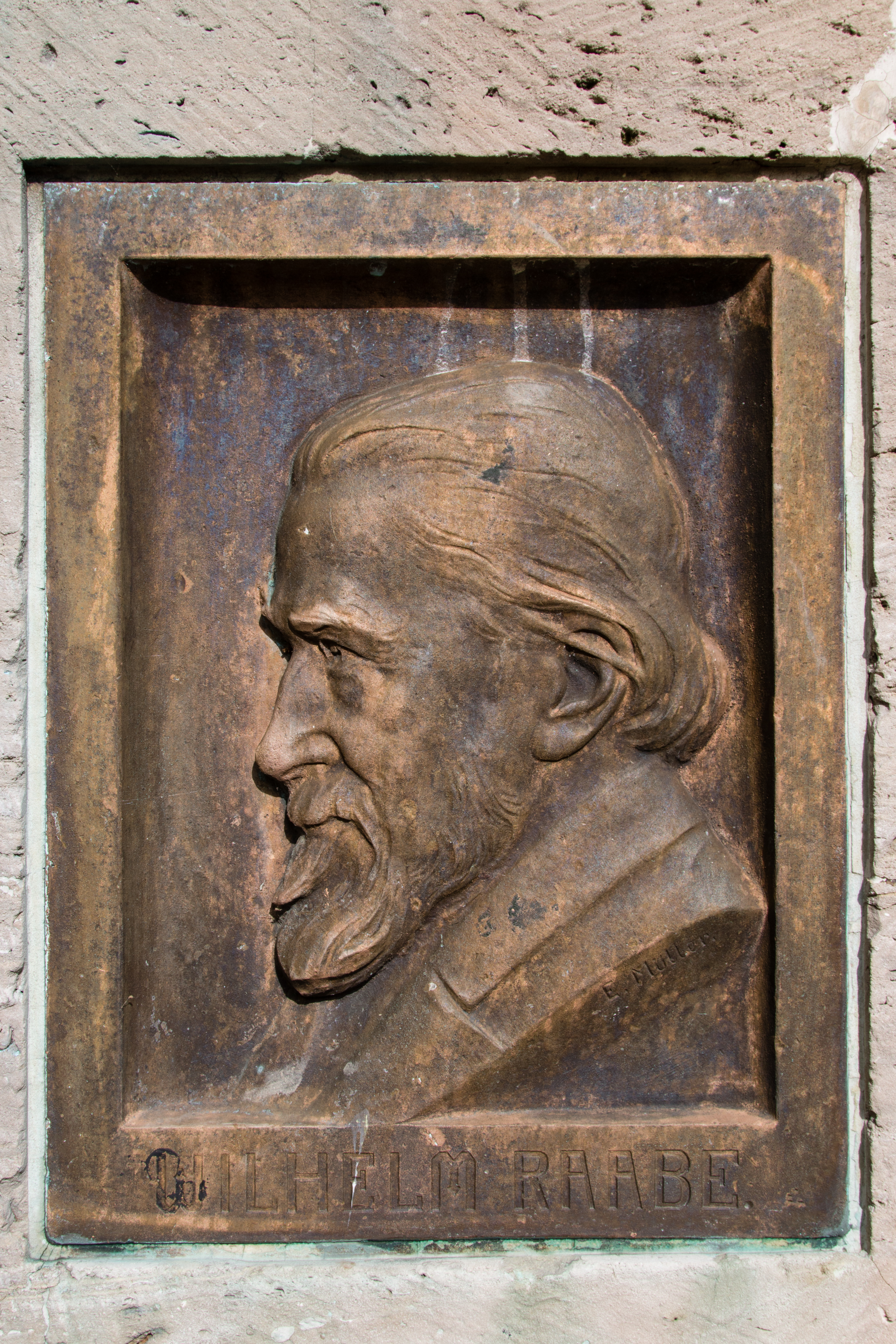
Reliefporträt von Wilhelm Raabe, Braunschweig
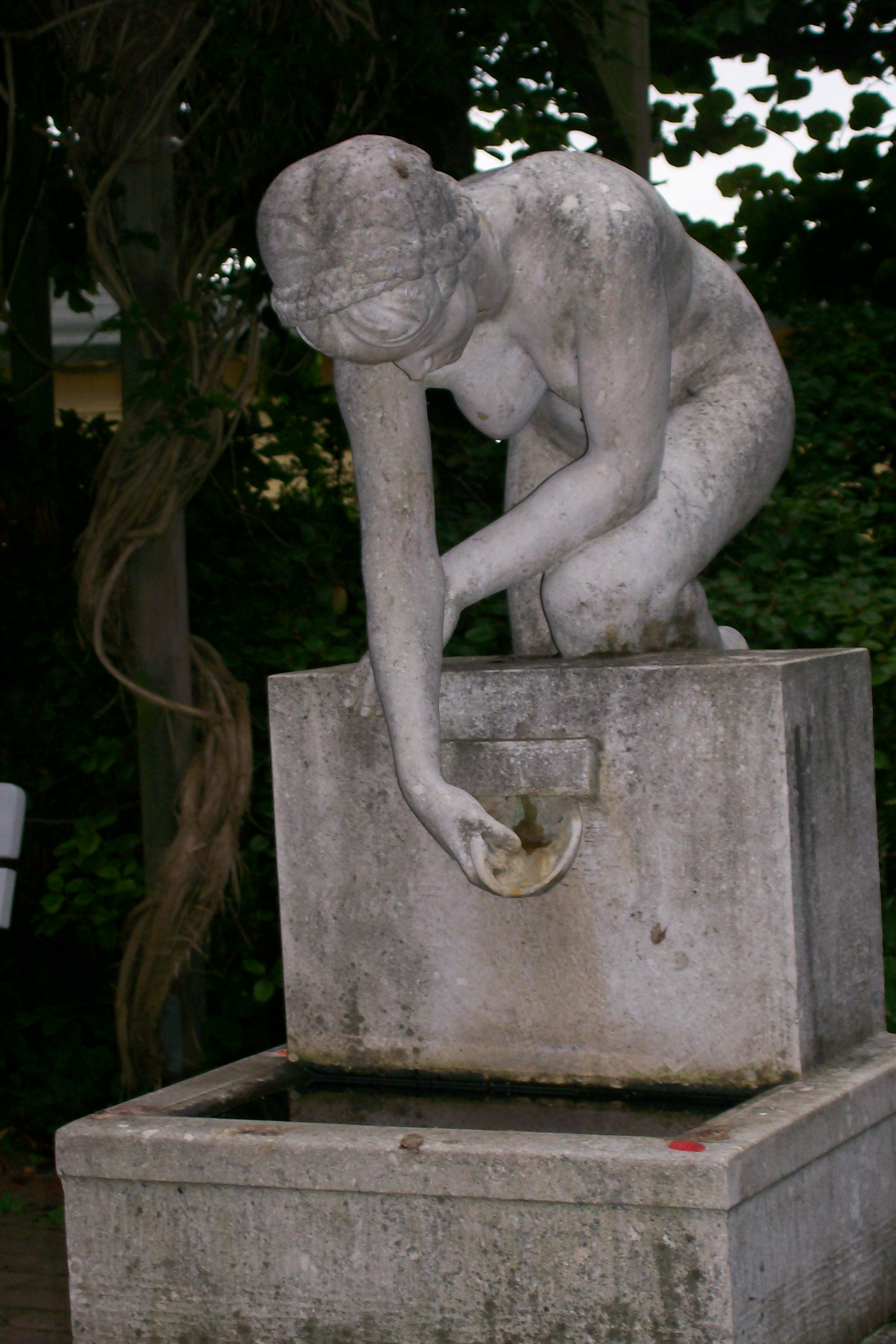
Wasserschöpfendes Mädchen, Schulgarten, Lübeck
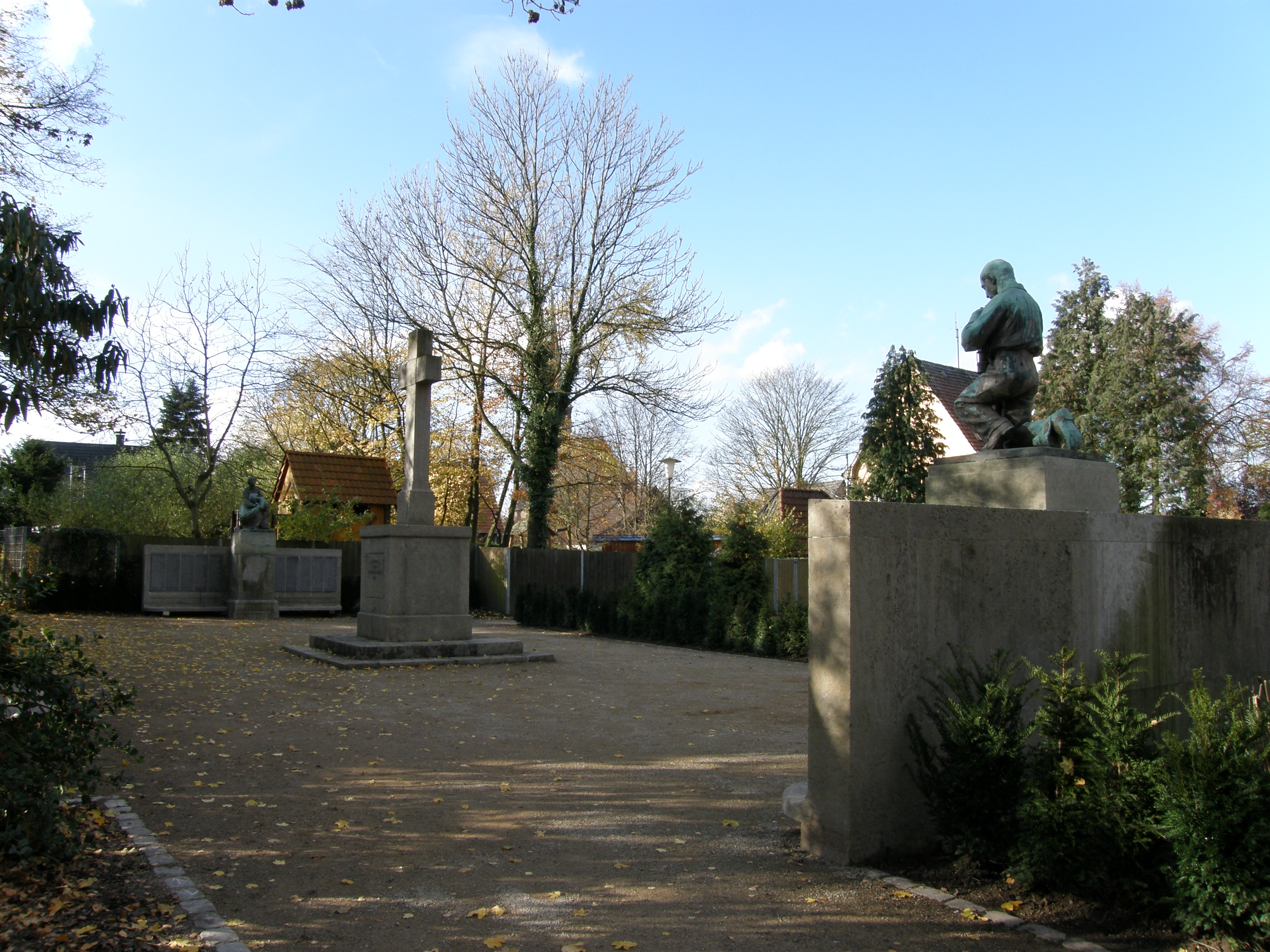
Denkmal Radbodkatastrophe, Bockum-Hövel
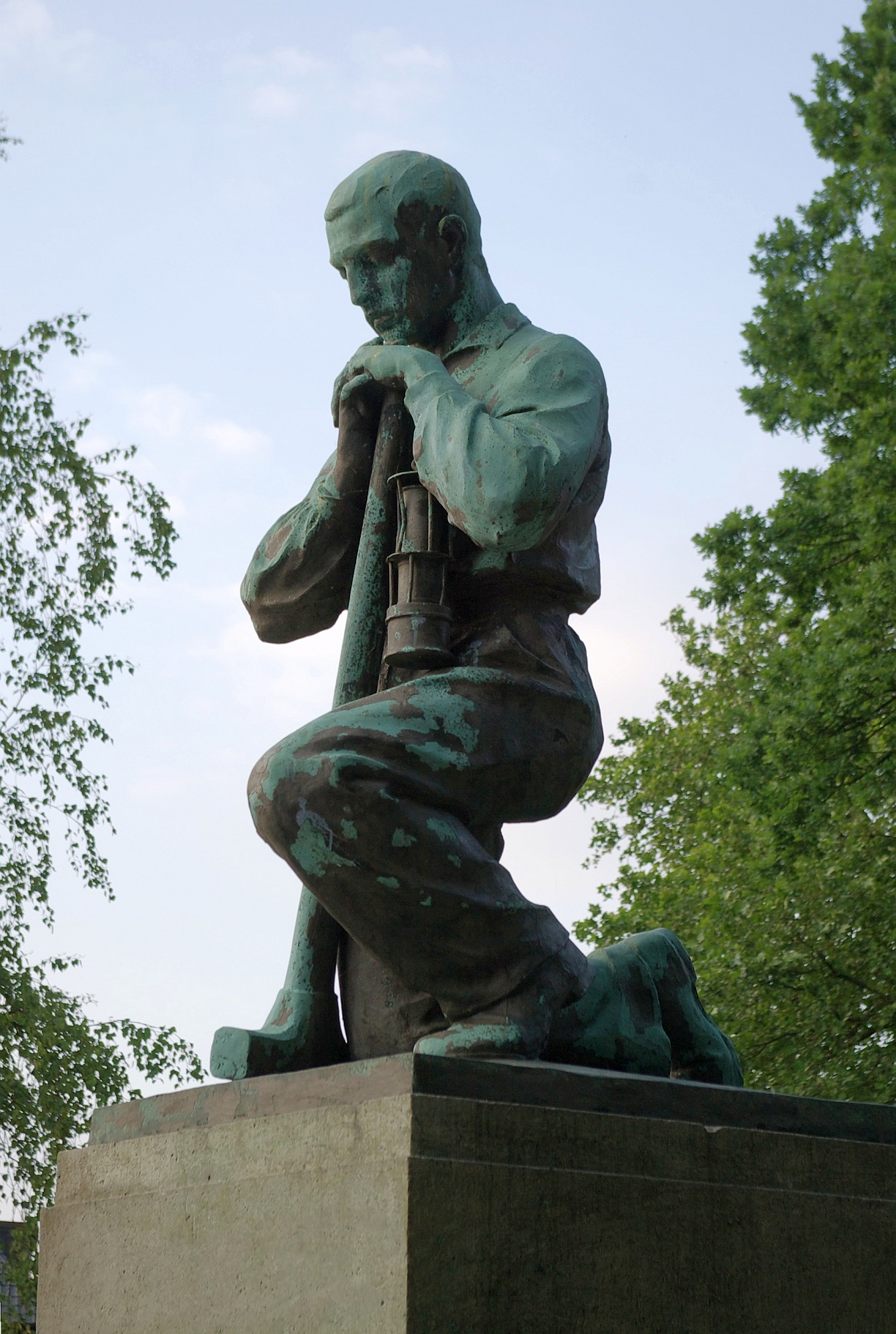
Denkmal Radbodkatastrophe, Bockum-Hövel
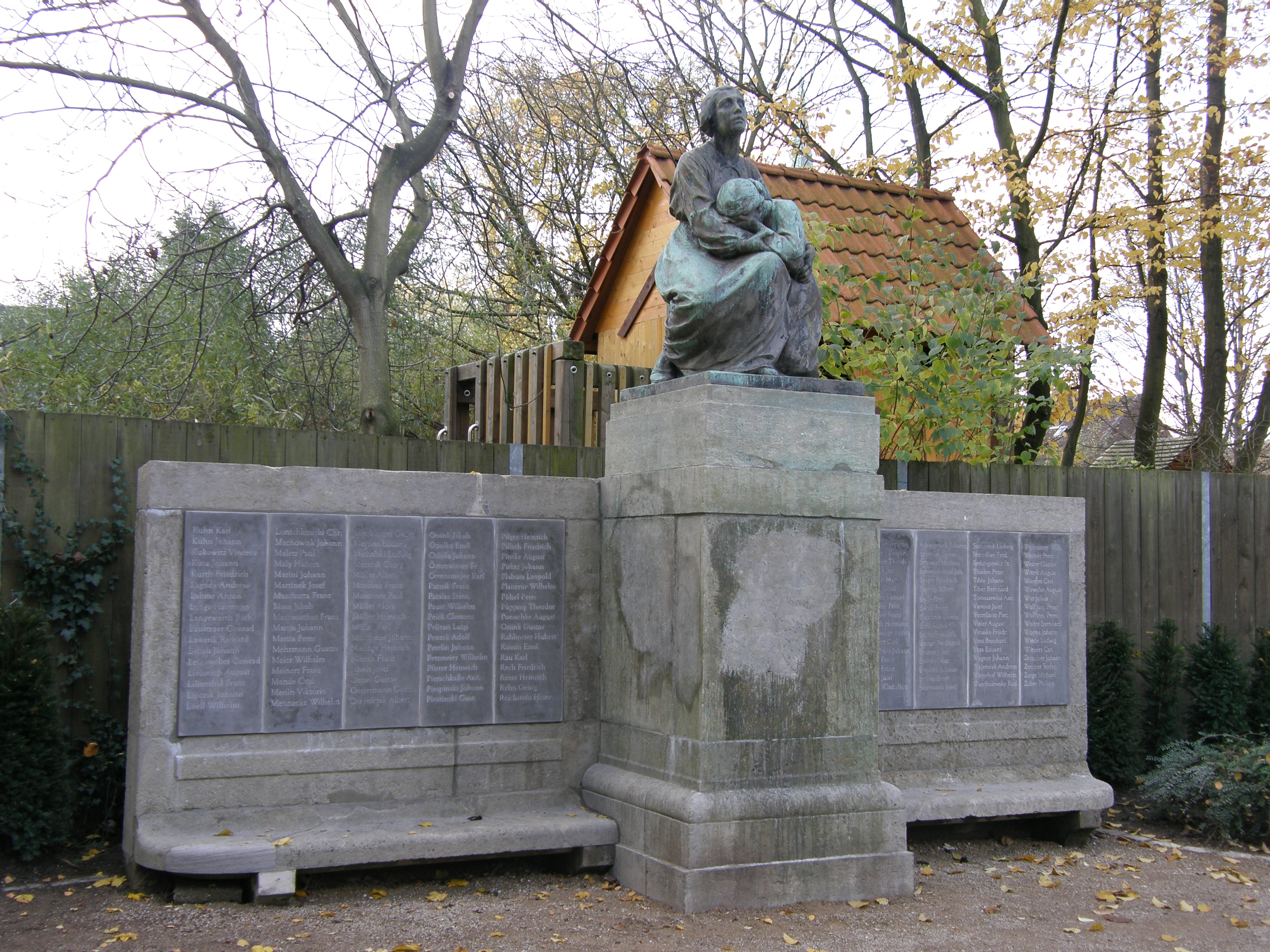
Denkmal Radbodkatastrophe, Bockum-Hövel
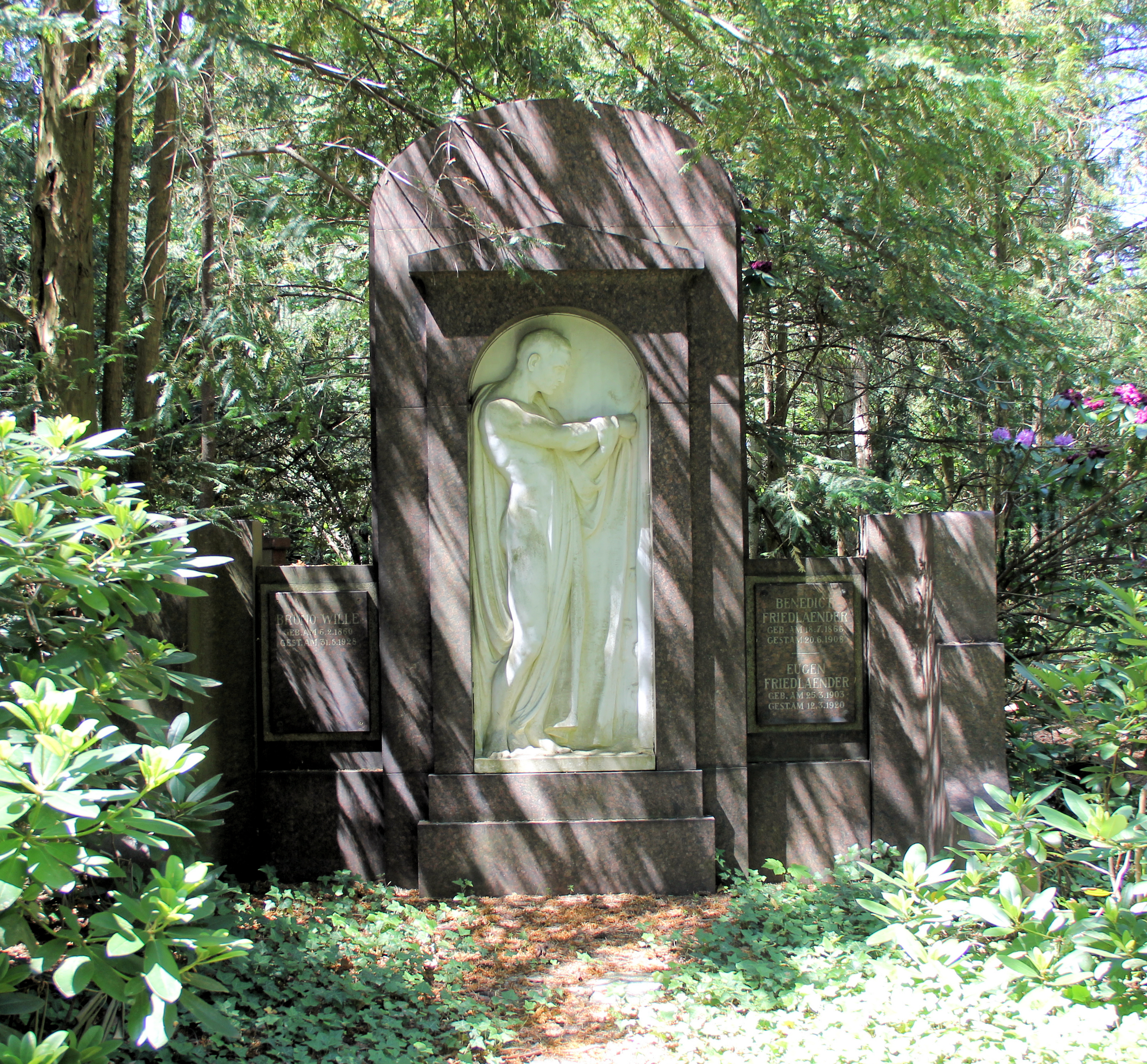
Grabstätte Benedict Friedlaender, Parkfriedhof Lichterfelde
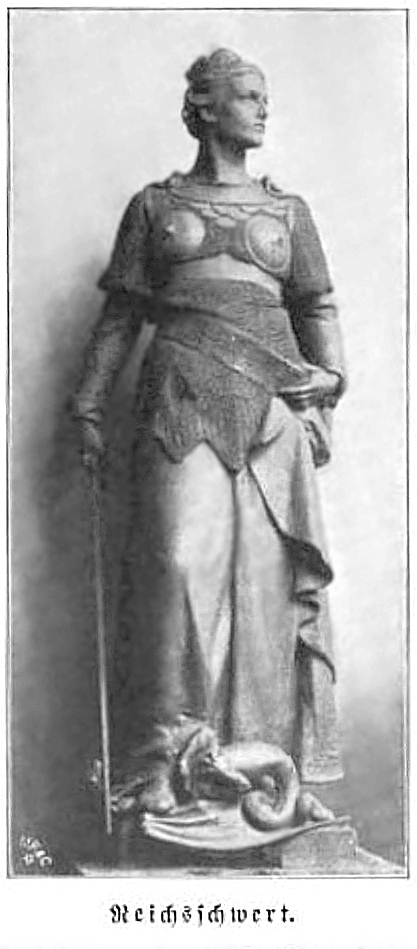
Das Reichsschwert auf der Theaterbrücke in Braunschweig

- Im Sturm (1895)
- Glaube (1896)
- Figurenschmuck der Kaiser-Wilhelm-Brücke (heute Theaterbrücke) in Braunschweig (1902 eingeweiht)
- Jahndenkmal in Worms (1906)
- Denkmal für die Gefallenen 1914/18 auf dem Hauptfriedhof Hochheimer Höhe in Worms (1919)
- Jägerdenkmal auf dem Schelffriedhof Schwerin, Kriegerdenkmal 1914/18 des Großherzoglich Mecklenburgischen Jägerbataillons Nr. 14 in Schwerin (1921; nach 1951 zerstört)